# Museo Bizantino de Quíos
El Museo Bizantino de Quíos es uno de los museos de Grecia, ubicado en la isla de Quíos. 
Se encuentra en un edificio de una antigua mezquita del periodo otomano construida en el siglo XIX. El proceso de remodelación del edificio para su nueva función de museo se llevó a cabo entre 2000 y 2006.

## Colecciones
El museo contiene una colección de objetos históricos y artísticos procedentes de la isla de Quíos. 
La exposición permanente está organizada en varias secciones: 
La sección de la iglesia y arquitectura eclesiástica está dividida a su vez en cuatro subsecciones cronológicas. Inicialmente se exponen esculturas y elementos arquitectónicos de las primeras iglesias cristianas, de los siglos IV al VII. Una segunda subdivisión presenta la arquitectura eclesiástica del periodo bizantino, en el que fue particularmente típico el templo octogonal. También se exponen esculturas y elementos arquitectónicos de este periodo. La tercera subsección se centra en el periodo genovés de la isla, que abarca desde 1346 a 1566. En este periodo se construyeron grandes casas y fortalezas. Son destacables dos dinteles con relieves en los que se representa a San Jorge matando al dragón. Por último, hay otra subsección en la que se expone la actividad de construcción que se desarrolló durante el periodo otomano.
Otra sección del museo está dedicada a la vida pública y privada. En ella se expone la vida cotidiana, las actividades productivas, la comunicación y los diferentes grupos étnicos y religiosos. Esta sección incluye, a su vez, las siguientes subsecciones: «Decoración y equipamiento de la casa. Hábitos alimentarios»; «Quíos y el mar, viajes, cerámica-alfarería» y «Tumbas, enterramientos, costumbres funerarias».
Por otra parte se encuentra la sección dedicada al arte y la adoración, donde se incluyen pinturas al fresco e iconos de los periodos bizantino y post-bizantino. Son destacables tres frescos de Mijail Jomatzás procedentes de la iglesia de Panagia Krina, en particular uno de 1734 con la representación del milagro de San Nicolás.
También hay en el museo un grupo de fotografías de templos bizantinos y post-bizantinos y una copia de la célebre pintura La matanza de Quíos cuyo original fue pintado por Eugène Delacroix.
|  |
|  |

|  |
|  |

|  |
|  |